# Tatamagouche
Tatamagouche – wieś (village) w kanadyjskiej prowincji Nowa Szkocja, w hrabstwie Colchester, położona przy drodze dalekobieżnej Highway 6, na zachód od River John, w widłach dwóch rzek (French River, Waughts River) wpadających do zatoki Tatamagouche Bay, miejscowość spisowa (designated place). Według spisu powszechnego z 2016 obszar miejscowości spisowej to: 8,05 km², a zamieszkiwało wówczas ten obszar 755 osób (gęstość zaludnienia 93,8 os./km²).
Miejscowość, której nazwa pochodzi od określenia Takumegooch lub Takamegootk w języku mikmak (poświadczone wczesne formy zeuropeizowane: Tahamigouche, 1738; Tatmagouch, 1755) oznaczającego „miejsce leżące po drugiej stronie (rzeki)” (według Williama Francisa Ganonga oraz Franka Pattersona) lub „zastawione w poprzek wejścia piaskiem” (według Silasa T. Randa) i odnoszącego się do usytuowania geograficznego, była do pokoju utrechckiego (1714) ważnym francuskim portem przeładunkowym dla dóbr z regionu Minas Basin przeznaczonych dla twierdzy Louisbourg, już w 1755 jako pierwsza doświadczyła wysiedleń francuskojęzycznych Akadyjczyków, zasiedlona ponownie w ramach nadania z 1765 dla Josepha Fredericka Walleta DesBarresa przez przybyłych w 1772 protestanckich osadników z rejonu Lunenburga (m.in. rodziny Gratto, Langille, Jollymore, Millard i Mattatall), a następnie w końcu XVIII w. przez przybyszów ze Szkocji (zaistniała z tego powodu próba zmiany nazwy na Southampton nie zakończyła się sukcesem), stanowiła w kolejnym stuleciu ważny ośrodek stoczniowy.